# Cyathea fusca
Cyathea fusca är en ormbunkeart som beskrevs av Bak. Cyathea fusca ingår i släktet Cyathea och familjen Cyatheaceae. Inga underarter finns listade.